# Томо Марић
Томо Марић (Бања Лука, 1951) српски је спортски новинар и књижевник.

## Биографија
Новинарством је почео да се бави 1975. године у бањалучком Гласу. Радио је у Гласу Српске, Српској радио-телевизији, Свијету спорта, Политици, Ослобођењу и другим новинама. Добитник је бројних награда од којих му је, по његовим ријечима, најдража од добијена од стране Удружења новинара Србије за очување српској језика. Живи и ради у Бањалуци.

## Дјела
По мотивима Марићевих дјела снимљена је серија „То топло љето“, те документарни дугометражни филмови „Био једном један шампион“ и „Борац и Бањалука једна прича“. Поводом 40 година од освајања једине титуле првака Европе и 25 година од освајања Купа ИХФ Томо Марић је аутор култног серијала "Били су рукометни анђели", посвећеног животу и успјесима Рукометног клуба Борац из Бањалуке.
- "Био једном један шампион", (четири издања)
- "Кад је лопта имала душу", (четири издања)
- "Бањалуко, опрости" (коаутор Зоран Симић)
- "Тамо преко Врбаса"[4], (четири издања)
- "Лопта за Перу Перовића", (два издања)
- "Све наше године", (два издања)
- "Миљан, људи и вријеме", (пет издања, преведена је на шпански и енглески језик)
- трилогија "Бањалучке приче"
- "Роман о рукомету и Приједору" (коаутор Славко Басара)
- "Крв на црвеном"[5]